# Хосе Маурі
Хосе Агустін Маурі (ісп. José Agustin Mauri, нар. 16 травня 1996, Реаліко) — італійський футболіст аргентинського походження, півзахисник, який востаннє грав за «Мілан».
Виступав також за клуби «Парма» та «Емполі», а також юнацьку збірну Італії.

## Клубна кар'єра
Народився 16 травня 1996 року в аргентинському місті Реаліко. Починав займатися футболом у системі місцевого клубу «Феррокаріль Оесте». 2011 року перебрався до Італії, де продовжив навчання в академії клубу «Парма».
У дорослому футболі дебютував 2013 року виступами за основну команду «Парми», в якій провів два сезони, взявши участь у 34 матчах чемпіонату. 
Своєю грою за цю команду привернув увагу представників тренерського штабу клубу «Мілан», до складу якого приєднався 2015 року. Відіграв за «россонері» наступний сезон своєї ігрової кар'єри, після чого на сезон 2016/17 віддавався в оренду до «Емполі».
2017 року повернувся до «Мілана», де, утім, продовжив залучатися до лав основної команди «росонері» лише епізодично. На початку 2019 року залишив команду, отримавши статус вільного агента.

## Виступи за збірні
2012 року грав у складі юнацької збірної Італії, взяв участь у 8 іграх на юнацькому рівні, відзначившись 2 забитими голами.

## Статистика виступів

### Статистика клубних виступів
Станом на 22 січня 2019 року
| Сезон             | Команда           | Чемпіонат         | Чемпіонат | Чемпіонат | Національний кубок | Національний кубок | Національний кубок | Континентальні кубки | Континентальні кубки | Континентальні кубки | Інші змагання | Інші змагання | Інші змагання | Усього | Усього |
| Сезон             | Команда           | Ліга              | Ігор      | Голів     | Ліга               | Ігор               | Голів              | Ліга                 | Ігор                 | Голів                | Ліга          | Ігор          | Голів         | Ігор   | Голів  |
| ----------------- | ----------------- | ----------------- | --------- | --------- | ------------------ | ------------------ | ------------------ | -------------------- | -------------------- | -------------------- | ------------- | ------------- | ------------- | ------ | ------ |
| 2013–14           | «Парма»           | A                 | 1         | 0         | КІ                 | 1                  | 0                  | -                    | -                    | -                    | -             | -             | -             | 2      | 0      |
| 2014–15           | «Парма»           | A                 | 33        | 2         | КІ                 | 0                  | 0                  | -                    | -                    | -                    | -             | -             | -             | 33     | 2      |
| Усього за «Парму» | Усього за «Парму» | Усього за «Парму» | 34        | 2         |                    | 1                  | 0                  |                      | -                    | -                    |               | -             | -             | 35     | 2      |
| 2015–16           | «Мілан»           | A                 | 5         | 0         | КІ                 | 5                  | 0                  | -                    | -                    | -                    | -             | -             | -             | 10     | 0      |
| 2016–17           | «Емполі»          | A                 | 14        | 0         | КІ                 | 1                  | 0                  | -                    | -                    | -                    | -             | -             | -             | 15     | 0      |
| 2017–18           | «Мілан»           | A                 | 1         | 0         | КІ                 | 0                  | 0                  | ЛЄ                   | 3                    | 0                    | -             | -             | -             | 4      | 0      |
| 2018–19           | «Мілан»           | A                 | 5         | 0         | КІ                 | 0                  | 0                  | ЛЄ                   | 2                    | 0                    | СІ            | -             | -             | 7      | 0      |
| Усього за «Мілан» | Усього за «Мілан» | Усього за «Мілан» | 11        | 0         |                    | 5                  | 0                  |                      | 5                    | 0                    |               | -             | -             | 21     | 0      |
| Усього за кар'єру | Усього за кар'єру | Усього за кар'єру | 58        | 2         |                    | 7                  | 0                  |                      | 5                    | 0                    |               | -             | -             | 70     | 2      |